# Nay (Pirenéus Atlânticos)
Nay é uma comuna francesa na região administrativa da Nova Aquitânia, no departamento dos Pirenéus Atlânticos. Estende-se por uma área de 7,51 km². Em 2010 a comuna tinha 3 504 habitantes (densidade: 466,6 hab./km²).